# 広島新庄中学校・高等学校
学校法人広島県新庄学園 広島新庄中学校・高等学校（ひろしましんじょうちゅうがっこう・こうとうがっこう）は、広島県山県郡北広島町新庄に所在する私立中学校・高等学校。

## 概要
明治42年（1909年）5月3日、日野山城主だった吉川元春公に正三位の贈位があったのを記念し、地域社会の人材育成を目的とする「新庄女学校」として設立された。1924年に広島県新庄学園に改組し、現在に至る。
県北の伝統校として長い歴史を持つ。広島市と島根県浜田市のほぼ中間、広島県の芸北地域に立地し、近年では芸北地域および隣接する島根県・邑智地域のみならず、広域から生徒を集めている。バス通学者も多く、三次市、広島市の安佐北区可部地区や横川駅まで通学バスが運行され、広島市内から約1時間で通学できるようになった。
近年は硬式野球部監督に元広島県立広島商業高等学校監督の迫田守昭を招聘し、2014年春（第86回）に甲子園初出場を果たすと、2015年夏（第97回）にも初出場した。

## 沿革
- 1909年 - かつて芸北地方を治めていた吉川元春公に対する正三位追贈を記念して、安芸門徒らにより新庄村に新庄女学校が設立される。校主兼校長・三上一彦氏（元教部省の教導職長官で歌人・国学者）。教頭・豊留アサ氏（日本女子大学卒）。
- 1911年 - 三上一彦校主兼校長の逝去により、豊留アサ氏が第二代校長に就任。
- 1917年 - 文部省認可による私立新庄女学校となる。
- 1920年 - 新庄実科高等女学校に昇格。
- 1922年 - 新庄高等女学校に昇格。
- 1923年 - 学校経営を財団法人組織に改め、財団法人新庄高等女学校と称する。
- 1924年 - 財団法人新庄高等女学校が母体となって、各種学校令による広島県新庄中学校開校。校長には、佐々木武夫氏が就任する。その後、財団法人新庄高等女学校から財団法人広島県新庄学園に改組する。
- 1926年 - 前第一高等学校教授兼生徒監の要職にあった谷山初七郎氏が初代学園長に就任。文部大臣の認可を受けて、広島県新庄中学校に昇格し、広島県新庄学園は、広島県新庄中学校と広島県新庄高等女学校を合わせて経営する。
- 1927年 - 新庄保母養成所、広島県新庄学園附属幼稚園開設。豊留アサ女学校長が園長兼務。西本願寺の認可を受けて、広島県新庄学園附属仏教専修学院が新設される。
- 1929年 - 谷山学園長の急逝により谷山熊雄氏を学園長に迎える。20周年記念式を挙行する。その記念事業として、女学校卒業生並びに在校生が恩師、豊留アサ校長への感謝の意を表し、豊留記念館を新築贈呈される。
- 1930年 - 広島県梅華教員養成所が設置される。初代所長は、武田収三氏。豊留アサ校長辞任。佐々木武夫中学校長が女学校長を兼務。
- 豊留アサ先生遺墨1934年 - 豊留アサ前女学校長帰校。

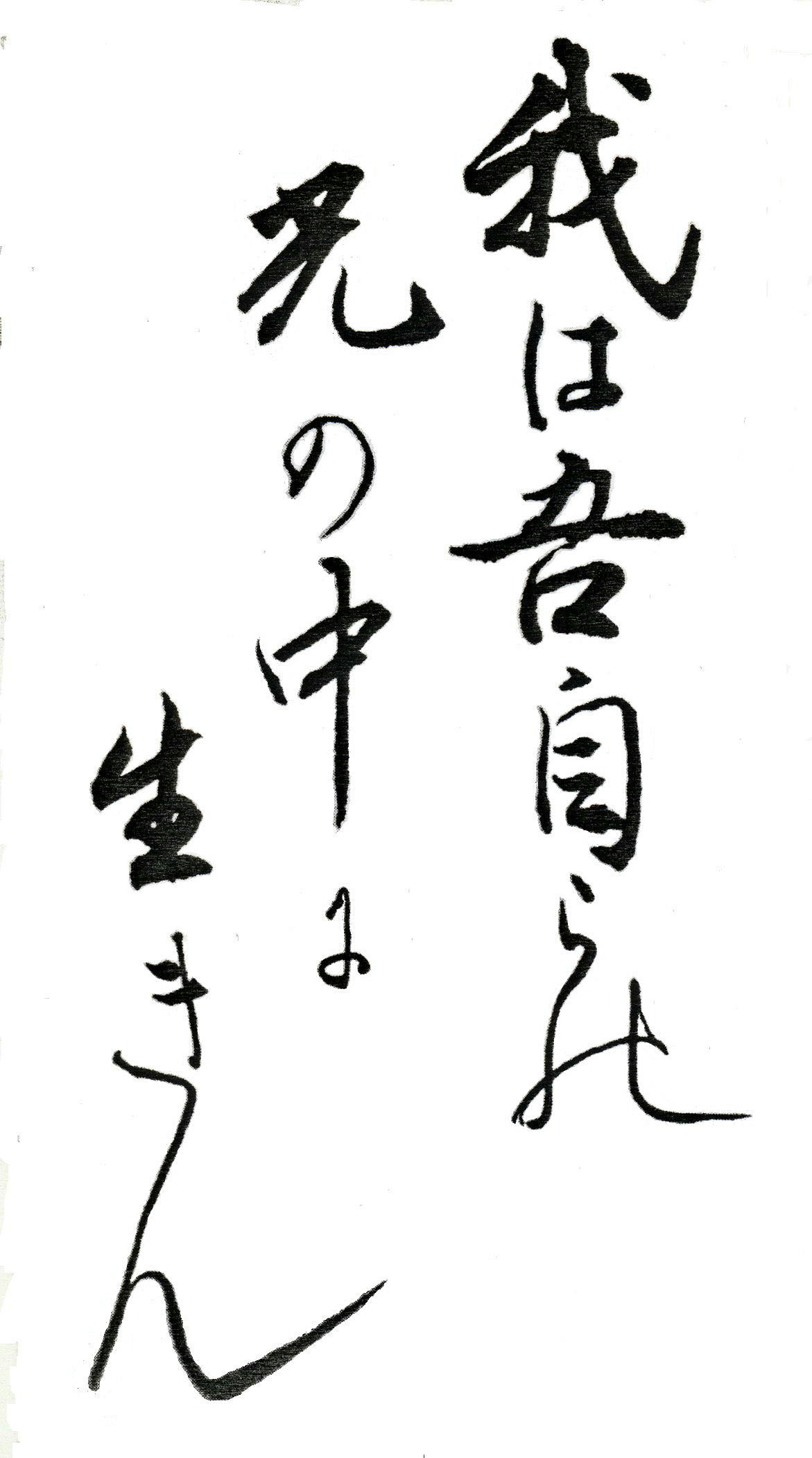
豊留アサ先生遺墨

- 1935年 - 豊留アサ氏が名誉校長となる。佐々木武夫校長辞任。上田稲吉中学校教頭が校長に就任する。
- 1936年 - 新庄学園父兄会・新庄学園後援会発足。
- 1938年 - 豊留アサ名誉校長逝去。
- 1939年 - 創立30周年記念式典挙行。火災が発生。図書室、教務室の入った棟が全焼[2]。
- 1941年 - 新校舎完成。太平洋戦争の開戦。
- 1944年 - 国方針変更により、広島県梅華教員養成所、新庄保母養成所、広島県新庄学園附属幼稚園廃止。
- 1947年 - 新制度による教育改革に伴い、新制中学校設立。
- 1948年 - 旧制中学校・旧制高等女学校の最後の卒業式。新制度による広島県新庄高等学校設置。上田稲吉校長辞任を受け、羽田良禾氏を新校長に迎える。PTAの誕生。新庄学園同窓会の発足。高等学校生徒自治会発足。
- 1949年 - 男女共学が始まる。
- 1953年 - 校歌制定。羽田校長辞任に伴い、大槻正一氏が新校長に迎えられる。
- 1959年 - 創立50周年記念式典を挙行する。
- 1966年 - 大槻校長辞任に伴い、清水範一氏が新校長に迎えられる。
- 1969年 - 清水校長が交通事故によって急逝。新しく建築される図書館には、清水校長の寄贈による多くの書物を持って、「清水文庫」を設置された。三田訓治氏を新校長に迎える。
- 1970年 - 新庄学園の広報誌「私学新庄」創刊。
- 1976年 - 第二グラウンド完成。
- 1979年 - 創立70周年。鉄筋新校舎完成
- 1982年 - 昭和45年創刊の広報誌「私学新庄」は、同窓会誌「私学新庄」として再発足。
- 1985年 - 三田訓治校長逝去。
- 1986年 - 真野武彰校長就任。
- 1988年 - 真野武彰校長退任。古川東新校長就任。
- 1995年 - 古川東校長退任。宮庄良行新校長就任。
- 1999年 - 創立90周年記念式典を挙行する。
- 2005年 - 宮庄良行校長退任。日高敬司新校長就任。
- 2007年 - 広島県新庄高等学校・広島県新庄高等学校附属中学校は、広島新庄高等学校・広島新庄中学校に校名を変更する。
- 2009年 - 創立100周年記念式典を拳行する。創立百年を記念して、新庄学園史と復刻版「たかね」第四号が制作される。
- 2014年 - 選抜高等学校野球大会に初出場。
- 2015年 - 全国高等学校野球選手権大会に初出場。
- 2016年 - 全国高等学校野球選手権大会に2年連続2回目の出場。
- 2019年 - 創立110周年。
- 2020年 - 選抜高等学校野球大会に6年ぶり2回目の出場。特定旅客自動車運送事業認可。
- 2021年 - 選抜高等学校野球大会に2年連続3回目の出場。全国高等学校野球選手権大会に5年ぶり3回目の出場。

## 部活動
- 野球部 選手権出場3回 通算勝利数3勝 通算敗戦数2敗;選抜出場3回 通算勝利数2勝 通算敗戦数2敗 ※2020年選抜は新型コロナで中止。出場回数のみカウント

## 著名な出身者
- 松林宗恵（映画監督、二年から広陵中学転校）
- 上田定（海軍軍人、真珠湾攻撃の際、特殊潜航艇に乗組み他の8人と共に戦死。9軍神と讃えられた。）〈旧制新庄中学校〉
- 北藤勇（ビデオジャーナリスト、ボルケーノ・チェイサー（火山追跡者））
- 新谷尚紀（民俗学者）
- 倉橋耀子（作家）
- 小室寿明（政治家・元衆議院議員、元島根県議会議員）
- 堂珍嘉邦（歌手、CHEMISTRY）
- 永川勝浩（元プロ野球選手）
- MEG（シンガー、デザイナー）
- 田口麗斗（プロ野球選手、東京ヤクルトスワローズ）
- 堀瑞輝（プロ野球選手、北海道日本ハムファイターズ）
- 畝章真（プロ野球選手、広島東洋カープ）
- 藤本悦志（第5代安芸高田市長、元郵便局長、元町役場職員）

## 著名な教職員・関係者
- 豊留アサ（私立新庄女学校代二代校長）
- 迫田守昭（同校硬式野球部元監督）